# Ceratopsier
Ceratopsier (av nylatin: ceratopsia, "hornansikten") är en grupp av växtätande dinosaurier från jura- till kritaperioderna i det som idag är Nordamerika och Asien. Tidiga medlemmar, så som Psittacosaurus, var små och gick på två ben. Senare medlemmar, så som Centrosaurus och Triceratops, blev stora, fyrbenta djur som utvecklade horn i ansiktet och en nackkrage. Kragen skyddade kanske inte bara den sårbara nacken från rovdjur, utan kan också ha använts vid uppvisningar, för att kyla ned kroppen eller som fästen för kraftiga käkmuskler. Ceratopsierna blev av en storlek från 1 meter långa och 23 kilogram tunga, till över 9 meter långa och 5,4 ton tunga.
Triceratops är utan tvekan den bäst kända ceratopsien hos allmänheten. Som av en tradition slutar släktnamnen hos ceratopsierna ofta med "-ceratops" (vilket betyder "hornansikte"). Ett av de första släktena inom Ceratopsia som döptes var Ceratops själv. Den fick låna sitt namn till infraordningen, även om den själv inte anses vara ett giltigt släkte då den saknar drag som skiljer den från andra ceratopsier.

## Definition
Ceratopsia definieras som den mest omfattande grupp djur som inkluderar Triceratops men varken Pachycephalosaurus, Heterodontosaurus, Hypsilophodon eller Ankylosaurus. Definitionen är alltså stambaserad med många negativa taxa p.g.a. viss osäkerhet rörande att systergruppen verkligen är Pachycephalosauria.

## Anatomi
Ceratopsierna känns lätt igen på dragen hos deras kranier. Munnen slutar i den karaktäristiska papegoj-liknande näbben med vilka de klippte av växter. Under ögonen har de en sorts utskott, vilket får ansiktet att se trekantigt ut då man ser det uppifrån. Detta drag framhävs hos senare släkten, då utskotten nästan blivit till horn. Så som redan nämnts slutade bakhuvudet i en krage, och de hade horn i ansiktet. Tidigare släkten var små och smidiga, men senare släkten var stora och massiva.
Det är populärt att ibland se på Ceratopsierna som sin tids noshörningar, och att de var enormt kraftfulla. Man föreställer sig att arter som Triceratops borde slagits mot sina fiender genom att rusa in i dem, och spetsa fienderna. Moderna studier pekar dock på att ceratopsier som gjorde så (Triceratops användes i testet) skulle riskera att krossa nospartiet. När de stångades sprang de förmodligen inte på varandra, utan försökte trycka motståndaren bakåt med kroppsvikten. Hornen och skölden var troligen gjorda för att haka i varandra när de stångades, och kanske kunde de använda hornen och skölden för att knuffa en angripande köttätare, då var det också effektivt för ceratopsien att vara tungt byggd. 
Och troligen också för att imponera på en hona, med kragen och hornen, där kragen var täckt inuti av nervtrådar, så ett så gott skydd kan den troligen inte ha varit.

## Släkten
- †Ordning Ornithischia
  - †Infraordning Ceratopsia
  - †Familj Psittacosauridae
    - †Auroraceratops
    - †Hongshanosaurus
    - †Psittacosaurus
    - †Yamaceratops

- - †Familj Archaeoceratopsidae
    - †Archaeoceratops
    -  ?†Kulceratops
    - †Liaoceratops

- - †Familj Protoceratopsidae
    - †Bagaceratops
    - †Breviceratops
    - †Graciliceratops
    - †Lamaceratops
    - †Magnirostris
    - †Platyceratops
    - †Protoceratops
    - †Serendipaceratops

- - †Familj Leptoceratopsidae
    - †Bainoceratops
    - †Cerasinops
    - †Leptoceratops
    - †Microceratops
    - †Montanoceratops
    - †Prenoceratops
    - †Udanoceratops

- - †Överfamilj Ceratopsoidea
  - †Familj Ceratopsidae
    - †Achelousaurus
    - †Agujaceratops
    - †Anchiceratops
    - †Brachyceratops
    - †Centrosaurus
    - †Chasmosaurus
    - †Pachyrhinosaurus
    - †Styracosaurus
    - †Triceratops
    - †Turanoceratops
    - †Zuniceratops

Inom de allra flesta släkten fanns det ett stort antal arter.

## Levnadssätt
Liksom många andra dinosaurier tycks Triceratops och de andra ceratopsierna ha varit utpräglade flockdjur. Medan en del andra fågelhöftade dinosaurier som till exempel hadrosauriderna litade till god syn och hörsel för att upptäcka rovdinosaurier, utvecklade ceratopsierna, likt stegosauriderna, mycket mer aktiva sätt att försvara sig. Samtliga yngre arter hade långa horn och en krage som skyddade nacken. Djuren var sannolikt helt ofarliga så länge de inte hotades av rovdinosaurier.
Man tror att de vuxna djuren i händelse av en fara bildade en ring runt flockens yngre medlemmar för att skydda dem från rovdinosaurier varpå hannarna tog upp striden mot angriparen/angriparna. Troligen förekom strider mellan hannarna för att få para sig med "rätt hona" i flocken. Som andra dinosaurier la djuren ägg.